# USS Preston (DD-327)
USS Preston (DD-327) – amerykański niszczyciel typu Clemson będący w służbie United States Navy w okresie po I wojnie światowej. Patronem okrętu był Samuel W. Preston.
Stępkę okrętu położono 19 lipca 1919 w stoczni Bethlehem Shipbuilding Corporation w San Francisco. Zwodowano go 7 sierpnia 1920, matką chrzestną była sufrażystka Addie Worth Bagley Daniels, żona sekretarza marynarki Josephusa Danielsa. Jednostka weszła do służby 13 kwietnia 1921, pierwszym dowódcą został kmdr G.T. Swasey.
Po rejsie odbiorczym gładkopokładowy niszczyciel pozostał na zachodnim wybrzeżu USA na tymczasowy przydział. Do grudnia 1921 prowadził ćwiczenia z portu w San Diego, a następnie został przydzielony do Sił Niszczycieli Floty Atlantyku (ang. Atlantic Fleet Destroyer Force). Spędził w ramach tej formacji większość swojej służby, operując w rejonie wschodniego wybrzeża USA i pływając na zimowe manewry na Karaiby. W czerwcu 1925 przerwał ten schemat, zostając przydzielony do amerykańskich sił morskich w Europie. W czasie tej tury służbowej pływał na wodach położonych od Skandynawii do Morza Śródziemnego. W lipcu 1926 wrócił do Nowego Jorku i wrócił do dawnej służby.
„Preston” został wycofany ze służby w Filadelfii 1 maja 1930 i został przydzielony do Norfolk Navy Yard do testów wytrzymałości. Jego nazwa została skreślona z listy jednostek floty 6 listopada 1931. 23 sierpnia 1932 jego kadłub został sprzedany na złom.